# Adil Osmanov
Adil Osmanov (Mosca, 2 luglio 2000) è un judoka moldavo, vincitore del bronzo olimpico a Parigi 2024 nel torneo dei -73 kg.

## Biografia
È nato da genitori moldavi a Mosca in Russia. Nel 2017 si è trasferito a Chișinău in Moldavia. 
Gareggia nella categoria fino 73 kg. 
Nel 2021 ha vinto il bronzo agli europei U23 di Budapest. Ha replicato il risultato l'anno successivo agli europei U23 di Sarajevo 2022.
Ha ottenuto una medaglia d'argento agli European Open di Varsavia nel 2023 e il bronzo al Grand Prix Upper Austria del 2023.
Ha vinto la categoria 73 kg al Grand Prix Upper Austria di Linz del 2024, sconfiggendo l'olandese Koen Heg in semifinale e Rashid Mammadaliyev in finale e il Grand Slam di Antalya del 2024.
Ha rappresentato la Moldavia ai Giochi olimpici estivi di Parigi 2024, in cui ha vinto il bronzo nel torneo dei 73 kg.

## Palmarès
- Giochi olimpici estivi

Parigi 2024: bronzo nei -73 kg;
- Europei U23

Budapest 2021: bronzo nei -73 kg;
Sarajevo 2022: bronzo nei -73 kg;
- Europei junior

Vantaa 2019: argento nei -66 kg;